# 建国大业
《建国大业》是2009年上映的一部中国历史电影，是慶祝中华人民共和国成立60周年的献礼片，由韩三平，黄建新担任总制片人并联合导演，韩三平担任出品人，众多一线明星友情客串零片酬出演。该片于2009年2月初开拍，2月12日正式举行开机仪式，历经四个多月拍摄后于6月杀青，同年9月16日下午2点在中国大陆上映。
影片讲述从抗日战争结束到1949年中华人民共和国建国前夕发生的一系列故事，主线是中国人民政治协商会议第一届全体会议的筹备，描寫当时中国共产党领导的多党合作和政治协商制度的形成。影片同时再现毛泽东、蔣中正、宋庆龄、周恩来、蒋经国、李宗仁、李济深、张澜、宋美龄、蔡廷锴、冯玉祥等众多历史人物。
中国电影集团于2010年开拍该片的前传《建党伟业》，2011年6月正式公映。

## 出品公司
- 中国电影集团公司
- 电影频道节目制作中心
- 香港寰亚电影有限公司
- 香港英皇电影（国际）有限公司
- 北京华录百纳影视有限公司
- 北京保利博纳电影发行有限公司

## 演员阵容
非中华人民共和国大陆地区籍的演员在其名字后以所在国家或地区的旗帜表明。

### 主要演员
按官方全明星海报中列出的“主演”名单从左到右顺序排列
| 演员            | 扮演角色 |
| --------------- | -------- |
| 唐国强          | 毛泽东   |
| 张国立          | 蒋中正   |
| 许 晴           | 宋庆龄   |
| 刘 劲           | 周恩来   |
| 陈 坤           | 蒋经国   |
| 王伍福          | 朱 德    |
| 王学圻          | 李宗仁   |
| 刘 沙           | 刘少奇   |
| 王 健           | 任弼时   |
| 金 鑫           | 李济深   |
| 王 冰           | 张 澜    |
| 邬君梅（ 美国） | 宋美龄   |
| 修宗迪          | 傅作义   |

### 客串演员
按官方全明星海报中“友情演出”列出名单为准

#### 中国共产党方面人物
| 演员            | 扮演角色                                                |
| --------------- | ------------------------------------------------------- |
| 章子怡          | 龚 澎（中华人民共和国第一代女外交官，乔冠华第一任妻子） |
| 甄子丹（ 香港） | 田 汉                                                   |
| 黄 薇           | 邓颖超                                                  |
| 史 鑫           | 邓小平                                                  |
| 宗利群          | 彭德怀                                                  |
| 由立平          | 林 彪                                                   |
| 车晓彤          | 刘伯承                                                  |
| 赵 雍           | 贺 龙                                                   |
| 谷 伟           | 陈 毅                                                   |
| 孙继堂          | 罗荣桓                                                  |
| 王 军           | 徐向前                                                  |
| 傲 阳           | 聂荣臻                                                  |
| 叶 进           | 叶剑英                                                  |
| 侯 勇           | 陈 赓                                                   |
| 赵宁宇          | 刘亚楼                                                  |
| 张二丹          | 江 青                                                   |
| 谢 钢           | 高 岗                                                   |
| 王华英          | 潘汉年                                                  |
| 黄晓明          | 李银桥（毛泽东的卫士长）                                |
| 马 跃           | 阎长林                                                  |
| 徐 帆           | 廖梦醒（廖仲恺和何香凝的女儿，中共地下党员）            |
| 陈 好           | 傅 冬（傅作义的长女，中共地下党员）                     |
|                 |                                                         |

#### 中國國民黨方面人物
| 演员              | 扮演角色                                                                       |
| ----------------- | ------------------------------------------------------------------------------ |
| 刘德华（ 香港）   | 俞济时                                                                         |
| 李连杰（ 新加坡） | 陳紹寬（国军海军 一级上将）                                                    |
| 姜 文             | 毛人凤                                                                         |
| 胡 军             | 顾祝同                                                                         |
| 陈宝国            | 周至柔（国军空军 一级上将）                                                    |
| 陈道明            | 阎锦文（上海警备司令部第三大队特务副队长，后响应中共地下党的号召而投向解放军） |
| 肖文阁            | 何应钦                                                                         |
| 尤 勇             | 白崇禧                                                                         |
| 李 强             | 陈 诚                                                                          |
| 杨晓丹            | 张治中                                                                         |
| 佟大为            | 孔令侃                                                                         |
| 曹可凡            | 吴国桢                                                                         |
| 仲星火            | 黄绍竑                                                                         |
| 夏 刚             | 邵力子                                                                         |
| 丁志诚            | 卢广生                                                                         |
| 陶泽如            | 吴铁城                                                                         |
| 许还山            | 于右任                                                                         |
| 赵晓时            | 孙 科                                                                          |
| 孙 兴（ 香港）    | 杜聿明                                                                         |
| 林栋甫            | 甘介侯                                                                         |
| 叶小铿            | 戴季陶（原定为周星驰出演）                                                     |
| 张涵予            | 刘从文（潜伏在毛泽东身边的军统间谍）                                           |

#### 民主党派方面人物
| 演员           | 扮演角色                          |
| -------------- | --------------------------------- |
| 黎 明（ 香港） | 蔡廷锴                            |
| 陈凯歌         | 冯玉祥                            |
| 葛存壮         | 谭平山                            |
| 张世忠         | 沈钧儒                            |
| 毕彦君         | 罗隆基                            |
| 吴 刚          | 闻一多                            |
| 乔立生         | 郭沫若                            |
| 邓 超          | 徐悲鸿                            |
| 李 滨          | 何香凝                            |
| 张秋芳         | 李德全（冯玉祥的妻子）            |
| 刘仪伟         | 李 璜（中国青年党领袖，反共人士） |

#### 其他国家政治人物
| 演员                               | 扮演角色 |
| ---------------------------------- | -------- |
| 亚历山大·巴甫洛夫（Александр Павлов）（ 白俄羅斯） | 斯大林   |
| 唐纳德·尤金·麦考伊（Donald Eugene McCoy）（ 美国）    | 马歇尔   |
| 唐纳德·弗里曼（Donald Freeman）（ 美国）         | 赫尔利   |
| 莱斯林·H·柯林斯（Leslin H Collings）（ 美国）       | 司徒雷登 |

#### 其他社会知名人物
| 演员   | 扮演角色                     |
| ------ | ---------------------------- |
| 冯小刚 | 杜月笙                       |
| 冯远征 | 傅泾波（司徒雷登的私人秘书） |

#### 无名、虛構人物
| 演员            | 扮演角色                                                 |
| --------------- | -------------------------------------------------------- |
| 成 龙（ 香港）  | 采访李济深的记者（扮演的角色是電影中唯一說粵語的）       |
| 梁家辉（ 香港） | 毛泽东和妇女代表合影时抢镜头的解放军政协委员             |
| 孙红雷          | 胡立伟（《中央日报》记者，虚构人物）                     |
| 范 伟           | 郭本财（毛泽东的厨师，虚构人物）                         |
| 刘 烨           | 红军老战士，在西苑机场阅兵时作为红军战士代表向毛泽东敬礼 |
| 葛 优           | 解放军第四野战军团长                                     |
| 王宝强          | 把北平城楼当作地主大院的第四野战军战士                   |
| 王学兵          | 解放军战士                                               |
| 黄圣依          | 新华广播电台播音员                                       |
| 陈 红           | 采访张澜的记者                                           |
| 李幼斌          | 报社社长                                                 |
| 张建亚          | 蒋中正副官                                               |
| 连 晋           | 周至柔副官                                               |
| 郭晓冬          | 阿华（把守哨卡的国军上尉）                               |
| 刘 桦           | 较场口血案中的国民党政府警官                             |
| 黄子轩          | 参与查封孔令侃货仓行动的国民政府警官                     |
| 冯 巩           | 在讨论国歌方案时与李济深争夺发言机会的政协委员           |
| 赵 薇           | 反对把《义勇军进行曲》定为国歌的政协委员                 |
| 郭德纲          | 摄影师                                                   |
| 章 申           | 陪同刘少奇访苏的俄语翻译                                 |
| 龚蓓苾          | 解放军女兵                                               |
| 何 琳           | 解放军女兵                                               |
| 杨若兮          | 解放军女兵                                               |
| 车永莉          | 解放军女兵                                               |
| 苗 圃           | 参与政协会议的政协委员                                   |
| 董 璇           | 参与政协会议的政协委员                                   |
| 陈 数           | 参与政协会议的政协委员                                   |
| 宁 静           | 参与政协会议的政协委员                                   |
| 英 达           | 参与政协会议的政协委员                                   |
| 沈傲君          | 参与政协会议的政协委员                                   |
| 王雅捷          | 参与政协会议的政协委员                                   |
| 赵宝乐          | 参与政协会议的政协委员                                   |
| 王馥荔          | 参与政协会议的政协委员                                   |

### 后期制作时戏份被全部删剪演员
按官方全明星海报中“特别感谢”列出名单为准
| 演员   | 扮演角色                     |
| ------ | ---------------------------- |
| 吴宇森 | 刘文辉（国军投诚解放军将领） |
| 侯 勇  | 张闻天                       |

## 评价

### 正面评价
- 《建国大业》公映三天后票房就已突破亿元大关。新华网一篇评论认为，讲政治和赚钞票在这部片子身上实现了理想的结合。[7]

- 《纽约时报（国际版）》评论认为，这部电影摆脱了对蒋介石的丑化，較能符合當時蔣介石在抗戰後人格的形象。[8]

- 《新闻晨报》指出，“《建国大业》的发行和宣传又有市场化运作，因为有明星的号召力，加之宣传到位，所以拷贝投放数量史无前例，志在必得要创中国影史上的国产片票房新纪录”。[9]

- 《南方都市报》认为，该部电影对于不同的年龄层已有不同的解读方式，在较为长辈的阶层看重的是历史情节，而年轻阶层则较为看重电影内的众多明星，并称为“数星星”。[10]

- 国民党籍的立法委员蒋孝严2009年11月18日晚间在西安与国台办主任王毅会晤时候，说这部电影他看了两遍，他认为中共对历史的评价更加客观。[11]

### 负面评价
- 這部片子被批評只道出了中共部分的觀點而非全面客觀觀點。比如有观点认为陳紹寬並不是在重慶會談上決定辭職，而是戰後跟蔣中正要求建立航母艦隊，然而蔣介石並沒有同意，反而將資源拿去打內戰，憤而離職的，也有說法為陳紹寬遭免職。在雙十協定上，並非只是蔣中正單方面撕毀，而是在會議前後毛澤東就指派共軍開始大肆擴張，於1945年9月先發動上黨戰役成為雙十協定的談判條件，而在會議後繼續發動攻勢，截至1945年底還發動津浦戰役、平綏戰役、平漢戰役及山海關戰役阻止國軍接收受降地區，並拒絕參與國民大會；蔣中正亦開始進行剿共，雙方指責對方撕毀雙十協定[12][13]。

- 《蘋果日報》報導，在鐵血網上，出現了一篇名為《建國大業的政治立場》的文章，質疑影片實際是一部反共電影。作者「雨夾雪」認為本片矮化共產黨，毛澤東在影片中看起來像土匪，而蔣中正看起來像末路英雄。他呼籲左派人士起來一同要求禁演本片，並且應該禁演其它同對中共形象不利的片子[14]。

- 美国之音报道称，虽然《建国大业》票房很高，但其中也不乏组织观看而来的。一些单位发出通知，要求组织干部群众认真观看此片。四川威远县委甚至要求观影面必须达到80%以上，并需将观影人数上报县委。此次观影活动还被纳入本年度各单位精神文明创建活动的考核内容之一。[15]

- 美国之音还称有观众认为，影片对毛泽东的描写有許多不符史实之处，还是“高大全”、“大树特树”那一套。更有人提出那些参加新政协的数百位代表或是開國大老没有多少是寿终正寝的质疑（比如編義勇軍進行曲作詞家田漢及開國將領彭德懷），并质问導演能否回答这个问题。[15]

- 央视等媒体称赞该片对时代背景及服飾相当考究[16][17]。但仍有疏漏，如劇中許多將領所配戴之勳表雜亂無章，甚至有用解放軍07式级别资历章充數；蔣中正所配戴之青天白日勳章為1958年中華民國政府所頒佈之金甌甲種獎章等。

## 演员国籍引发争议
该片演员构成颇受指摘，原因正是一部向“中华人民共和国建国”致敬的影片，其主演竟充斥着拿着外国绿卡或国籍的人。影片制作完成前的2009年8月前后，网上盛传了一份《建国大业》中外籍和港籍演员名单，其中列出了21名参演的外籍演员，韩寒曾在其博客中转载了名单一份20多人的名单。片中明星的外国国籍和移民身份同影片的政治性是否和谐引起议论，如美国之音和博讯网等媒体报道归纳了这些网络上的言论。但事后查证的是，这份名单中列出的21名演员中只有9名实际参与了《建国大业》拍摄制作，而其中包括了2名获得香港永久性居民身份的演员；且名单中至少有15人的外籍身份并没有得到证实，而一些当事人如许晴，陈凯歌等还出面否认已加入外国籍。例如一位署名“水晶”的作者日前在新浪网上说，《建国大业》的电影工程，怎么竟然由美、加、日、德等众多“外国人”为主承揽？作者表示，这种情况着实会让自尊比命更重要的国人感到“尴尬和难堪”。对此，北京电影学院资深教授黄式宪说，这是一种狭隘民族主义的观点。他说：“我认为，这是目前一种民众里面民族主义狭隘情绪的反应。一些中国人取得美国国籍回来拍这部片子，角色合适不合适是最重要的，而不是他的国籍。这是一个艺术概念，而不是政治概念。”
香港城市大学教授史蒂夫·佛尔也持类似观点，他说：“娱乐产业正在成为全世界各国公民共同的工作领地，换句话说，这些世界公民就住在飞机场，他们家可以是世界各地的任何一个机场。”他说，在现代社会里，电影演员的国籍与演技正在变得越来越不相干，国籍在中国电影业中也面临这种趋势。就中国电影制作而言，现在有关中国题材的电影，正在呈现所谓“泛中国化”趋势，演中国题材的演员会是来自世界各地的华人。
也有观点认为，建国大业所描写的是国共内战的党派狭隘斗争史，批评狭隘民族主义的外籍演员去表演描写狭隘的阶级党派斗争的影片是自相矛盾的。

### 解释和澄清
2009年8月18日《广州日报》在谈及片中21位演员的国籍问题引發网友争议时，现为美国国籍的演员邬君梅说：“国籍、护照都只是一个符号，‘我是中国人’这个事实是永远改变不了的。”“我出生的时候是中国人，现在是中国人，到死我还是一个中国人，这是不会随着我的国籍问题而改变的。”邬君梅的言语遭到一些网民炮轰，被驳国籍护照只是一个符号，为何必要殚精竭虑去更改等。而针对网络盛传许晴为日籍，广电总局出面证实许晴已加入日籍的传闻是谣言。
2009年9月18日，广电总局针对四名律师“申请公开《建国大业》演员国籍”的请求，广电总局新闻发言人朱虹作出了答复并通报了《建国大业》影片主创者国籍情况，主要演员均为中国国籍，其他演员为客串演员，大部分属于中国国籍，符合《聘用境外主创人员参与摄制国产电影片管理规定》中国产影片主要演员中境外人员不得超过三分之一的规定。

## 獎項
| 获奖与提名               | 获奖与提名     | 获奖与提名           | 获奖与提名 |
| 评奖名称                 | 奖项           | 获奖者               | 结果       |
| ------------------------ | -------------- | -------------------- | ---------- |
| 第三十届大众电影百花奖   | 最佳故事片     |                      | 獲獎       |
| 第三十届大众电影百花奖   | 最佳导演       | 韩三平、黄建新       | 提名       |
| 第三十届大众电影百花奖   | 最佳男主角     | 张国立               | 提名       |
| 第三十届大众电影百花奖   | 最佳女配角     | 许晴                 | 獲獎       |
| 第29屆香港電影金像獎     | 最佳亚洲电影   |                      | 提名       |
| 第十届长春电影节         | 最佳故事片     |                      | 獲獎       |
| 第十七届北京大学生电影节 | 突出贡献奖     |                      | 獲獎       |
| 第十九届上海影评人奖     | 十佳影片       |                      | 獲獎       |
| 第五届中美电影节         | 优秀影片       |                      | 獲獎       |
| 首届澳门国际电影节       | 最佳影片       |                      | 獲獎       |
| 首届澳门国际电影节       | 最佳女配角     | 许晴                 | 獲獎       |
| 首届澳门国际电影节       | 中国电影贡献奖 | 韩三平、黄建新       | 獲獎       |
| 第八届中国化妆金像奖     | 最佳化妆       | 王希钟、任宜工、高娟 | 獲獎       |

## 各地电影分级
| 國家／地區 | 級別 |
| ---------- | ---- |
| 香港       | IIA  |
| 澳大利亚   | M    |
| 泰国       | G    |

## 穿帮和花絮
影片中播放1949年3月25日，西苑机场阅兵式的时候，背景出现大量的“八一”军旗，而事实上中国人民革命军事委员会是在1949年6月颁布命令，规定中国人民解放军军旗样式为：旗幅为红地，长方形，横竖为5∶4，靠旗杆上方缀金黄色五角星和“八一”两字，故简称“八一”军旗。
建国大业谐音为“见过大爷”，这一名称在网络上广为流传。